# Copa kosovar de futbol
La copa kosovar de futbol (albanès: Kupa e Kosovës) és la competició de futbol per eliminatòries de Kosovo. Aquesta competició l'organitza la Federació de Futbol de Kosovo.

## Historial

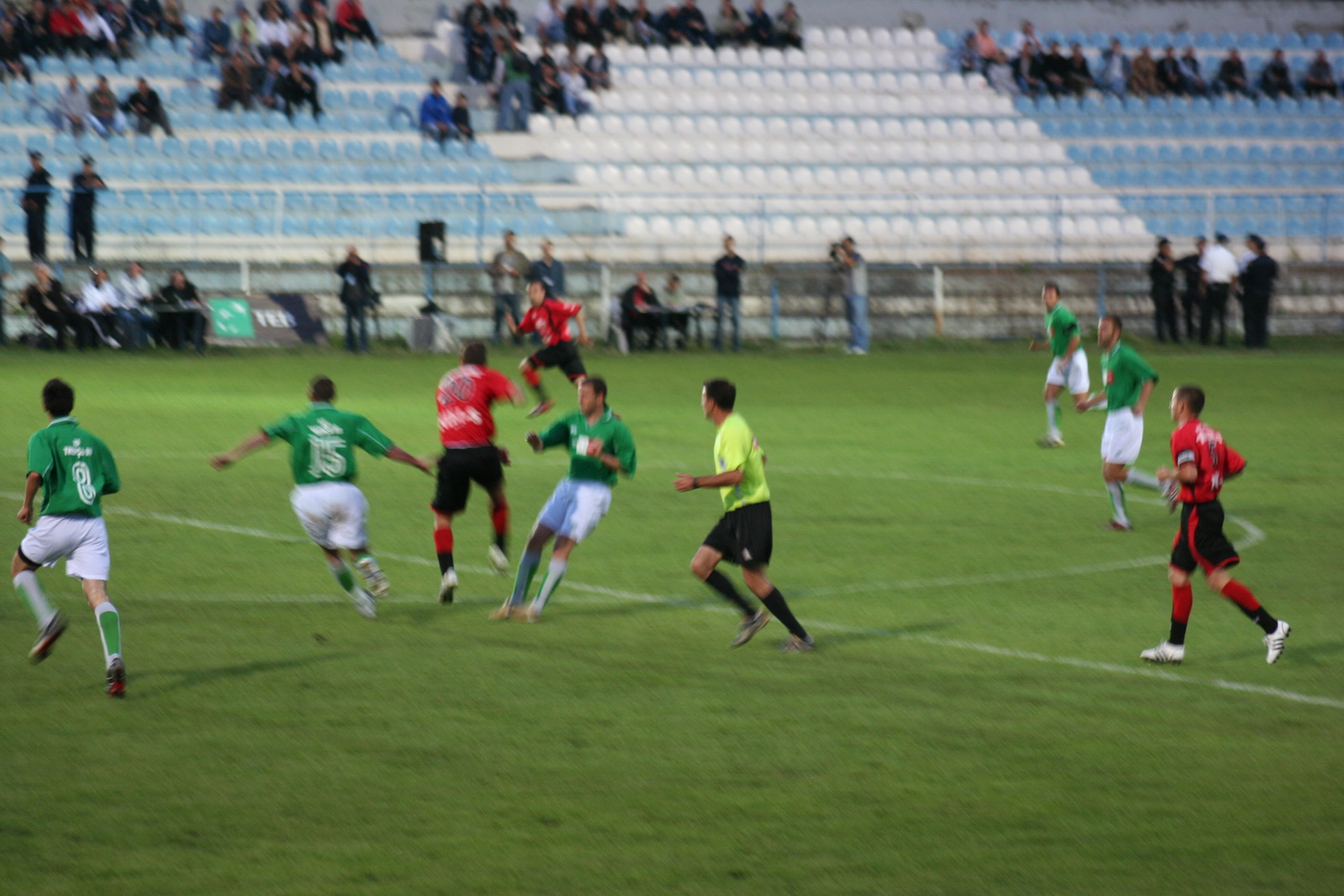
Final de la Copa de Kosovo 2007-2008.

Font:
| Temporada                                               | Campió               | Resultat               | Finalista              |
| Dins de Iugoslàvia                                      | Dins de Iugoslàvia   | Dins de Iugoslàvia     | Dins de Iugoslàvia     |
| ------------------------------------------------------- | -------------------- | ---------------------- | ---------------------- |
| 1984-85                                                 | Vëllaznimi           |                        |                        |
| 1986-87                                                 | Vëllaznimi           |                        |                        |
| 1987-88                                                 | Vëllaznimi           |                        |                        |
| Com a federació de futbol independent                   |                      |                        |                        |
| 1991-92                                                 | Trepça (1)           | No es disputà la final | No es disputà la final |
| 1992-93                                                 | Flamurtari (1)       | 1-0                    | Trepça                 |
| 1993-94                                                 | Prishtina (1)        | 2-1                    | Vëllaznimi             |
| 1994-95                                                 | Prishtina (2)        | 1-0                    | Dukagjini              |
| 1995-96                                                 | Flamurtari (2)       | 2-1                    | Dukagjini              |
| 1996-97                                                 | 2 Korriku (1)        | n/a                    | Gjilani                |
| 1997-98                                                 | No es disputà        | No es disputà          | No es disputà          |
| 1998-99                                                 | No es disputà        | No es disputà          | No es disputà          |
| Restabliment després de la intervenció de l'ONU (UNMIK) |                      |                        |                        |
| 1999-00                                                 | Gjilani (1)          | 1-0                    | Besiana                |
| 2000-01                                                 | Drita (1)            | 1-1 (prò.) (6-5 p)     | Gjilani                |
| 2001-02                                                 | Besiana (1)          | 2-1                    | Gjilani                |
| 2002-03                                                 | KEK-u (1)            | 3-1 (prò.)             | Prishtina              |
| 2003-04                                                 | Kosova Prishtinë (1) | 1-0 (prò.)             | Besa Pejë              |
| 2004-05                                                 | Besa Pejë (1)        | 3-2                    | KEK-u                  |
| 2005-06                                                 | Prishtina (3)        | 1-1 (prò.) (5-4 p)     | Drenica                |
| 2006-07                                                 | Liria (1)            | 0-0 (prò.) (3-0 p)     | Flamurtari             |
| 2007-08                                                 | Vëllaznimi (1)       | 2-0 (prò.)             | Trepça'89              |
| Després de la independència                             |                      |                        |                        |
| 2008-09                                                 | Hysi (1)             | 2-1                    | Prishtina              |
| 2009-10                                                 | Liria (2)            | 2-1                    | Vëllaznimi             |
| 2010-11                                                 | Besa Pejë (2)        | 2-1                    | Prishtina              |
| 2011-12                                                 | Trepça'89 (1)        | 3-0                    | Ferizaj                |
| 2012-13                                                 | Prishtina (4)        | 1-1 (prò.) (4-3 p)     | Ferizaj                |
| 2013-14                                                 | Feronikeli (1)       | 2-1                    | Hajvalia               |
| 2014-15                                                 | Feronikeli (2)       | 1-1 (prò.) (5-4 p)     | Trepça'89              |
| 2015-16                                                 | Prishtina (5)        | 2-1                    | Drita                  |
| Després del reconeixement de la UEFA                    |                      |                        |                        |
| 2016-17                                                 | Besa Pejë (3)        | 1-1 (prò.) (4-2 p)     | Llapi                  |
| 2017-18                                                 | Prishtina (6)        | 1-1 (prò.) (5-4 p)     | Vëllaznimi             |
| 2018-19                                                 | Feronikeli (3)       | 5-1                    | Trepça'89              |
| 2019-20                                                 | Prishtina (7)        | 1-0                    | Ballkani               |
| 2020-21                                                 | Llapi (1)            | 1-1 (prò.) (4-3 p)     | Dukagjini              |
| 2021-22                                                 | Llapi (2)            | 2-1                    | Drita                  |
| 2022-23                                                 | Prishtina (8)        | 2-0                    | Gjilani                |
| 2023-24                                                 | Ballkani (1)         | 2-2 (prò.) (4-2 p)     | Prishtina              |

1. ↑  Gjilani no es presentà.